# سنجاي باتاشاريا
سنجاي باتاشاريا (بالإنجليزية: Sanjay Bhattacharya)‏ هو دبلوماسي هندي، ولد في 1962.